# Laracha

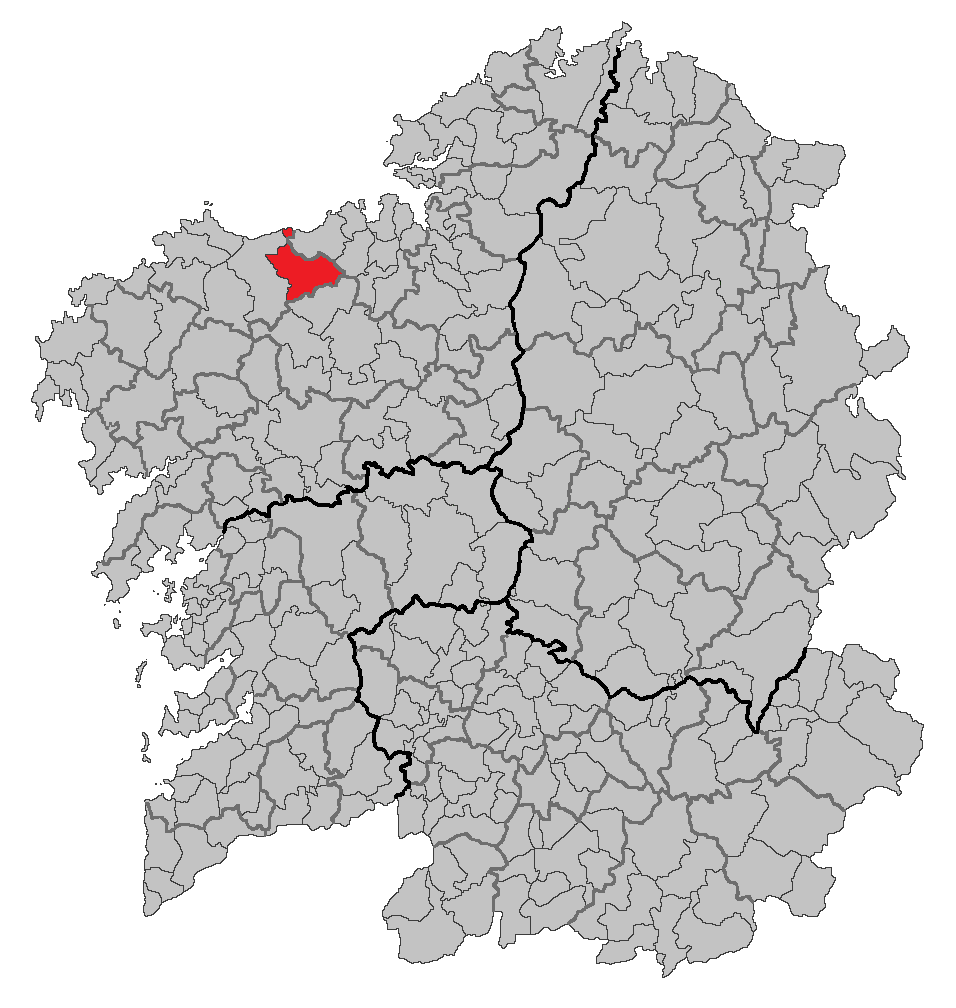
Localização de Laracha

Laracha (em galego, A Laracha, em espanhol, Laracha) é um município da Espanha na província da Corunha, comunidade autónoma da Galiza, de área 126,34 km² com população de 10871 habitantes (2007) e densidade populacional de 85,48 hab/km².

## Demografia
| Variação demográfica do município entre 1991 e 2004 | Variação demográfica do município entre 1991 e 2004 | Variação demográfica do município entre 1991 e 2004 | Variação demográfica do município entre 1991 e 2004 |
| --------------------------------------------------- | --------------------------------------------------- | --------------------------------------------------- | --------------------------------------------------- |
| 1991                                                | 1996                                                | 2001                                                | 2004                                                |
| 10521                                               | 10791                                               | 10596                                               | 10800                                               |

## Património edificado
- Torre de Cillobre